# Bahnhof Essen-Steele
Der Bahnhof Essen-Steele ist ein S-Bahn-Knotenpunkt im Essener Stadtteil Steele. Er bildet mit dem Steeler Verkehrsplatz einen wichtigen Verknüpfungspunkt im ÖPNV der Stadt Essen.

## Geschichte

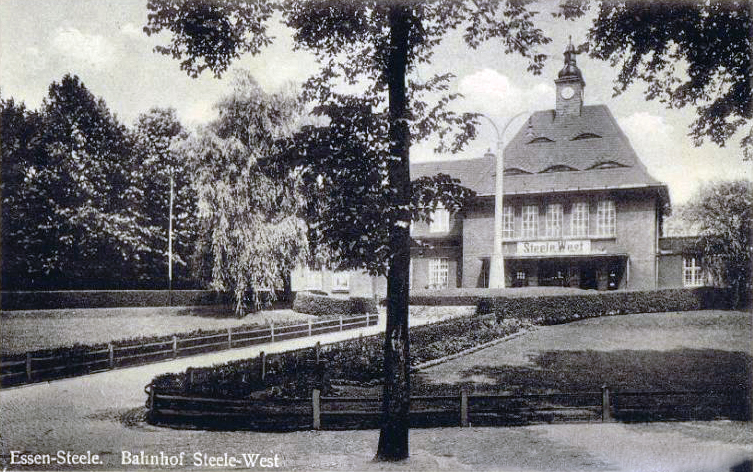
Bahnhof Steele West um 1929, nach dem Zweiten Weltkrieg fehlte der Uhrturm und das Dach war deutlich flacher

Am 1. März 1862 wurde das Teilstück der Bahnstrecke Witten/Dortmund–Oberhausen/Duisburg zwischen Essen und Bochum über Steele und Wattenscheid durch die Bergisch-Märkische Eisenbahn-Gesellschaft eröffnet. Die Stadt Steele erhielt einen Bahnhof, der heute Essen-Steele Ost heißt.
Die Bahnstrecke Wuppertal-Vohwinkel–Essen-Überruhr ist am 1. Juni 1863 im Zuge der Einweihung der Ruhrbrücke Steele mit Steele verbunden worden. Diese Strecke wurde bis an die Ruhr vor Steele bereits seit 1854 von der Bergisch-Märkischen Eisenbahn-Gesellschaft betrieben, damals übernommen von der Prinz-Wilhelm-Eisenbahn-Gesellschaft.
Für den 1901 in Betrieb genommenen reinen Personenbahnhof Steele West wurde das Empfangsgebäude 1912 fertiggestellt. Der Bahnhof wurde am 14. Mai 1950 in Essen-Steele West umbenannt, seit 27. Mai 1979 trägt er den Namen Essen-Steele. Dafür wurde der bisherige Bahnhof Essen-Steele in Essen-Steele Ost umbenannt.
Bei Umbaumaßnahmen in Verbindung mit der Errichtung des Verkehrsplatzes wurde das alte Empfangsgebäude Anfang der 1970er Jahre abgerissen.

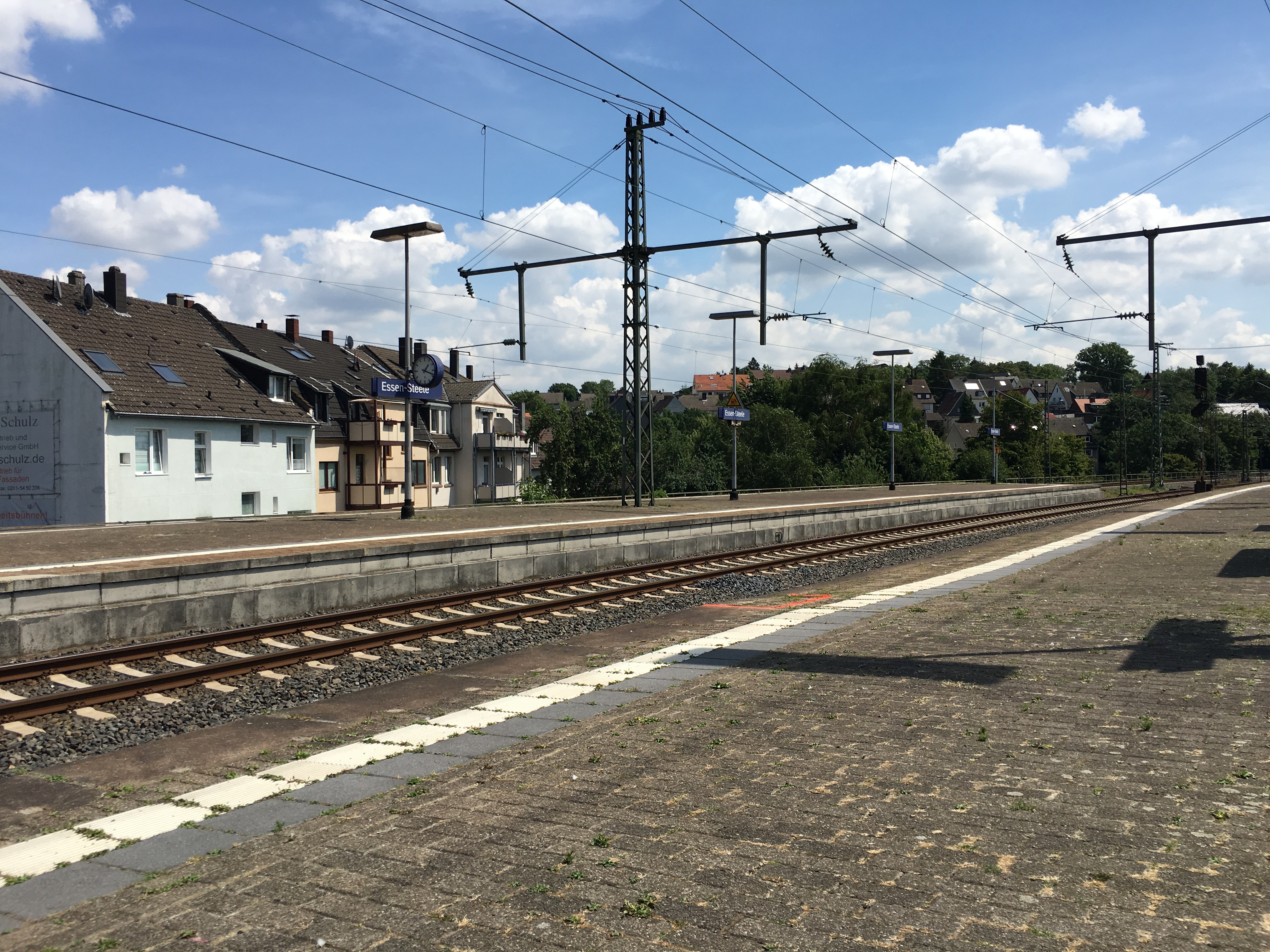
Bahnhof Essen-Steele im Juli 2019

Mit Eröffnung der aufgeständerten Verbindungskurve zwischen Steele West und Überruhr am 1. Februar 1978 verkürzte sich die Fahrzeit der Züge zwischen Wuppertal und Essen erheblich, denn zuvor mussten alle Züge auf dieser Strecke im Bahnhof Steele Ost Kopf machen. Nachdem zunächst die Nahverkehrslinie N9 die Strecke in Richtung Wuppertal bediente, verkehrt nach deren Elektrifizierung seit Dezember 2003 die S-Bahn-Linie S 9 auf der Strecke Haltern–Bottrop–Essen–Wuppertal. Bereits seit 1974 bedienen die beiden S-Bahnlinien S 1 und S 3 den Bahnhof Essen-Steele (West).

## Anlagen
Der Bahnhof verfügt über zwei teilweise überdachte Inselbahnsteige, die im Richtungsverkehr bedient werden, der nördliche Bahnsteig mit den Gleisen 101 und 102 in Fahrtrichtung Essen, der südliche Bahnsteig mit den Gleisen 103 und 104 in Richtung Bochum, Hattingen und Wuppertal. Züge in und aus Richtung Wuppertal können nur die beiden mittleren Gleise 102 und 103 benutzen, die äußeren Gleise 101 und 104 sind nur in und aus Richtung Bochum und Hattingen benutzbar, das Gleis 102 kann auch aus Richtung Bochum/Hattingen angefahren werden. Die Bahnsteige werden über eine beidseitig zugängliche Unterführung erreicht, Aufzüge ermöglichen einen barrierefreien Zugang. Die eigenartige Nummerierung der Gleise ergibt sich dadurch, dass der Bahnhof Essen-Steele betrieblich Teil des Bahnhofs Essen-Steele Ost ist, wo sich dann die Gleise 1 bis 4 befinden.

## Heutige Situation
Der Bahnhof wird im Schienenpersonennahverkehr heute von den Linien S 1, S 3 und S 9 der S-Bahn Rhein-Ruhr, der Regional-Express-Linie RE 49 und der Regionalbahn-Linie RB 33 angefahren. Er liegt an der Bahnstrecke Witten/Dortmund–Oberhausen/Duisburg (Kursbuchstrecken 450.1, 450.3), sowie in Folge an der Bahnstrecke Wuppertal-Vohwinkel–Essen-Überruhr (Kursbuchstrecke 450.9).
Im Betriebsstellenverzeichnis der Deutschen Bahn hat der Haltepunkt das Kürzel EEST. Der Bahnhof wird in der Preisklasse 4 als Nahverkehrssystemhalt geführt.
Seit der südlich des Bahnhofes Steele gelegene Steeler Verkehrsplatz 1978 dem Verkehr übergeben wurde, bildet er zusammen mit dem Bahnhof Essen-Steele nach dem Hauptbahnhof einen der wichtigsten Verkehrsknoten in Essen. Seitdem dient er auch dem Umstieg zwischen Bussen, Straßenbahnen und den S-Bahnen, um schnell zum Essener Zentrum oder in die Nachbarstädte zu gelangen. Ab Anfang 2009 wurde der gesamte Verkehrsplatz saniert, Fußwege zwischen den Verkehrsmitteln optimiert und eine generelle Barrierefreiheit auch zu den S-Bahnsteigen hergestellt; die Anlage ging nach Abschluss der Umbauten am 28. August 2010 wieder in Betrieb. Zwei Drittel der Kosten hierfür in Höhe von rund neun Millionen Euro trug das Land Nordrhein-Westfalen, den Rest teilten sich die Stadt Essen und die Verkehrsbetriebe. Der Bahnhof ist auch von der Nordseite zugänglich. Täglich nutzen ca. 12700 Fahrgäste den Bahnhof Essen-Steele, wodurch er deutlich frequentierter als andere Stationen wie Borbeck, Altenessen oder Werden ist.
Richtung Essen Hbf steht alle 4–5 Minuten eine Linie zur Verfügung.
Richtung Dortmund besteht ein 15-Minuten-Takt, nach Oberhausen, Duisburg, Hattingen und Wuppertal ein 30-Minuten-Takt und nach Aachen, Wesel, Hagen, Recklinghausen und Haltern am See ein 60-Minuten-Takt.

### Linienverlauf

#### Eisenbahn
| Linie | Verlauf | Takt                                                                       | Betreiber |
| ----- | --- | -------------------------------------------------------------------------- | --------- |
| RE 49 | Wupper-Lippe-Express: Wesel – Friedrichsfeld (Niederrhein) – Voerde (Niederrhein) – Dinslaken – Oberhausen-Holten – Oberhausen-Sterkrade – Oberhausen Hbf – Mülheim (Ruhr)-Styrum – Mülheim (Ruhr) Hbf – Essen West – Essen Hbf – Essen-Steele – Essen-Kupferdreh – Velbert-Langenberg – Velbert-Neviges – Wuppertal-Vohwinkel – Wuppertal Hbf Stand: Fahrplanwechsel Dezember 2021 | 60 min (wochentags)                                                        | DB Regio  |
| RB 33 | Rhein-Niers-Bahn: Essen-Steele – Essen Hbf – Essen West – Mülheim (Ruhr) Hbf – Mülheim (Ruhr)-Styrum – Duisburg Hbf – Duisburg-Hochfeld Süd – Rheinhausen Ost – Rheinhausen – Krefeld-Hohenbudberg Chempark – Krefeld-Uerdingen – Krefeld-Linn – Krefeld-Oppum – Krefeld Hbf – Forsthaus – Anrath – Viersen – Mönchengladbach Hbf – Rheydt Hbf – Wickrath – Herrath – Erkelenz – Hückelhoven-Baal – Brachelen – Lindern – Geilenkirchen – Übach-Palenberg – Herzogenrath – Kohlscheid – Aachen West – Aachen Schanz – Aachen Hbf Stand: Fahrplanwechsel Juni 2022 | 60 min                                                                     | DB Regio  |
| S 1   | Solingen Hbf – SG-Vogelpark – Hilden Süd – Hilden – D-Eller – D-Eller Mitte – D-Oberbilk – D-Volksgarten – Düsseldorf Hbf – D-Wehrhahn – D-Zoo – D-Derendorf – D-Unterrath – D-Flughafen – Angermund – DU-Rahm – DU-Großenbaum – DU-Buchholz – DU-Schlenk – Duisburg Hbf – MH-Styrum – Mülheim (Ruhr) Hbf – E-Frohnhausen – Essen West – Essen Hbf – E-Steele – E-Steele Ost – E-Eiberg – Wattenscheid-Höntrop – BO-Ehrenfeld – Bochum Hbf – BO-Langendreer West – BO-Langendreer – DO-Kley – DO-Oespel – DO-Universität – DO-Dorstfeld Süd – DO-Dorstfeld – Dortmund Hbf Stand: Fahrplanwechsel Dezember 2023 | 30 min 15 min (Essen–Dortmund wochentags)                                  | DB Regio  |
| S 3   | Oberhausen Hbf – MH-Styrum – Mülheim (Ruhr) West – Mülheim (Ruhr) Hbf – E-Frohnhausen – Essen West – Essen Hbf – E-Steele – E-Steele Ost – E-Horst – BO-Dahlhausen – Hattingen (Ruhr) – Hattingen (Ruhr) Mitte Stand: Fahrplanwechsel Dezember 2023 | 30 min                                                                     | DB Regio  |
| S 9   | Linienweg 1: Haltern am See – Marl-Hamm – Marl Mitte – GE-Hassel – GE-Buer Nord – Linienweg 2: Recklinghausen Hbf – Herten (Westf) – Hauptlinienweg: Gladbeck West – Bottrop-Boy – Bottrop Hbf – E-Dellwig Ost – E-Gerschede – E-Borbeck – E-Borbeck Süd – Essen West – Essen Hbf – E-Steele – E-Überruhr – E-Holthausen – E-Kupferdreh – Velbert-Nierenhof – Velbert-Langenberg – Velbert-Neviges – Velbert-Rosenhügel – Wülfrath-Aprath – W-Vohwinkel – W-Sonnborn – W-Zoologischer Garten – W-Steinbeck – Wuppertal Hbf – W-Unterbarmen – W-Barmen – W-Oberbarmen – W-Langerfeld – Schwelm West – Schwelm – Gevelsberg West – Gevelsberg-Kipp – Gevelsberg Hbf – Gevelsberg-Knapp – HA-Westerbauer – HA-Heubing – HA-Wehringhausen – Hagen Hbf Stand: Fahrplanwechsel Dezember 2023 | 60 min (je Linienast) 30 min (Gladbeck–Wuppertal) 60 min (Wuppertal–Hagen) | DB Regio  |

#### Straßenbahn und Bus
Der am Bahnhof gelegene Steeler Verkehrsplatz ist ein wichtiger Knotenpunkt im Essener Liniennetz. Er ist der größte und wichtigste Nahverkehrsknotenpunkt im Osten der Stadt wird von folgenden Linien durch die Ruhrbahn sowie von der Bogestra bedient.
| Linie   | Verlauf | Takt (Mo–Fr)                                                        | Betreiber           |
| ------- | --- | ------------------------------------------------------------------- | ------------------- |
| 103     | Dellwig Wertstraße – Essen-Dellwig Bf – Gerschede – Borbeck Germaniaplatz – Borbeck Bf – Schloss Borbeck – Borbeck Süd Bf – Helenenstraße – U Berliner Platz – U Rheinischer Platz – U Rathaus Essen – Hollestraße – Huttrop – Steele                                                                                       | 10 min (nicht abends)                                               | Ruhrbahn            |
| 109     | Frohnhausen Breilsort – Alfred-Krupp-Schule – Berthold-Beitz-Boulevard – U Berliner Platz – U Rheinischer Platz – U Rathaus Essen – Hollestraße – Huttrop – Steele | 10 min                                                              | Ruhrbahn            |
| 144     | Leithe Grimbergstraße – Kray Nord Bf – Kray Mitte – Kray Süd Bf – Steele (– Überruhr-Hinsel – Lehmanns Brink – Annental – Rellinghausen – Stadtwaldplatz) (nur morgens und mittags) | 30 min 20 min (HVZ)                                                 | Ruhrbahn            |
| 164 184 | Ringlinie Steele-Hörsterfeld: Steele – Ruhraue – Hörsterfeld – Eiberg – Freisenbruch – Steele Ost – Steele Linie 164 verkehrt gegen den Uhrzeigersinn, die Linie 184 verkehrt im Uhrzeigersinn. | –                                                                   | Ruhrbahn            |
| 166     | Essen-Dellwig Bf – Dellwig – Gerscheder Weiden – Bergeborbeck – Gewebepark M1 – Universität Essen – Berliner Platz – Bismarckplatz – Essen Hbf – Rathaus Essen – Frillendorfer Platz – Kray Eickenscheidt – Steele – Überruhr-Hinsel – Überruhr-Holthausen Klapperstr. – Burgaltendorf Burgruine – Hattingen-Niederwenigern | 20 min (Dellwig–Burgaltend.) 20/40 min (Burgaltend.–Niederwenigern) | Ruhrbahn            |
| 170     | Borbeck Bf – Borbeck Germaniaplatz – Bergeborbeck – Vogelheim – Altenessen Mitte – Katernberger Markt – Zollverein Nord Bf – Schonnebeck – Zeche Bonifacius – Kray Nord Bf – Kray Mitte – Leithe – Freisenbruch – Steele Ost – Steele                                                                                       | 20 min 10 min (HVZ)                                                 | Ruhrbahn            |
| 174     | Steele – Steele Ost – Freisenbruch – Eiberg – Eiberg Kirche | 20 min                                                              | Ruhrbahn            |
| 177     | Steele – Überruhr-Hinsel – Überruhr-Holthausen – Holthausen Bf – (Heisingen Rote Mühle →) Kupferdreh – Kupferdreh Marienbergstr. | 20 min                                                              | Ruhrbahn            |
| 194     | Gelsenkirchen Hbf – Gelsenkirchen-Rotthausen – Zeche Bonifacius – Kray Nord Bf – Kray Mitte – Kray Süd Bf – Steele – Essen-Rellinghausen – Stadtwaldplatz – Bredeney – Essen-Haarzopf Erbach | 20 min                                                              | Ruhrbahn / Bogestra |
| 363     | Steele – Steele Ost – Essen-Freisenbruch – Bochum-Höntrop Kirche – Wattenscheid-Mitte August-Bebel-Platz – Südfeldmark | 30 min                                                              | Bogestra / Ruhrbahn |
| E33     | Steele – Ruhrau – Horst | 60 min                                                              | Ruhrbahn            |
| NE4     | Essen Hbf – Frillendorfer Platz – Steele – Überruhr-Hinsel Sonderfeld – Lehmanns Brink (NE6) – Burgaltendorf Burgruine | 60 min                                                              | Ruhrbahn            |
| NE5     | Essen Hbf – Huttrop – Steele – Steele Ost – Ruhrau – Hörsterfeld | 60 min                                                              | Ruhrbahn            |
| NE14    | Bergeborbeck Bf – Altendorf, Helenenstraße – Bockmühle – Frohnhauser Platz – Alfred-Krupp-Schule – Holsterhauser Platz – Rüttenscheid, Martinstraße – Huttropstraße – Steele – Kray Süd Bf – Kray Mitte – Kray Nord Bf | 60 min                                                              | Ruhrbahn            |